# Russischer Fußballpokal 2021/22
Der Russische Fußballpokal 2021/22 war die 30. Austragung des russischen Pokalwettbewerbs der Männer. Das Finale wurde am 29. Mai 2022 im Olympiastadion Luschniki in Moskau ausgetragen. Titelverteidiger war Lokomotive Moskau.

## Modus
Bis zur dritten Runde nahmen 62 Mannschaften von der 2. Division 2021/22 und 3 Amateurvereine teil. Dabei traten die insgesamt 59 Vereine in drei Zonen (West/Zentrum, Süd und Ural-Powolschje) teil. Davon qualifizierten sich 11 Mannschaften für die Gruppenphase.
Von den Zweitligisten qualifizierten sich ebenfalls 11 Vertreter für die Gruppenphase, davon 4 durch Freilos. Die 11 Erstligisten, die nicht im Europapokal tätig waren, komplettierten das Teilnehmerfeld der 33 Teams. Reservemannschaften waren nicht teilnahmeberechtigt. Für das Achtelfinale waren dann die 11 Gruppensieger und die 5 Erstligisten, die im Europapokal vertreten waren, qualifiziert.
Alle Begegnungen wurden in einem Spiel ausgetragen. Bei unentschiedenem Ausgang wurde zur Ermittlung des Siegers ohne Verlängerung ein Elfmeterschießen durchgeführt. In den Gruppenspielen zählte ein Sieg drei Punkte, ein Sieg nach Elfmeterschießen zwei Punkte und eine Niederlage nach Elfmeterschießen ein Punkt.
Der Pokalsieger qualifiziert sich normalerweise für die Europa League. Jedoch wurden nach dem russischen Überfall auf die Ukraine im Februar 2022 die russischen Vereine von der UEFA bis auf Weiteres aus allen Wettbewerben ausgeschlossen.

## Teilnehmende Teams
| Premjer-Liga (16) | Premjer-Liga (16) | Perwenstwo FNL (18) | Perwenstwo FNL (18) |
| --- | --- | --- | --- |
| - Dynamo Moskau - Lokomotive Moskau - Spartak Moskau - ZSKA Moskau - Achmat Grosny - Arsenal Tula - FK Chimki - FK Krasnodar | - Krylja Sowetow Samara - FK Nischni Nowgorod - FK Rostow - Rubin Kasan - FK Sotschi - FK Ufa - Ural Jekaterinburg - Zenit St. Petersburg | - Akron Toljatti - Alanija Wladikawkas - Baltika Kaliningrad - FK SKA-Chabarowsk - Fakel Woronesch - FK Jenissei Krasnojarsk - KAMAS Nabereschnyje Tschelny - FK Kuban Krasnodar - Metallurg Lipezk                                                                                                 | - FK Neftechimik Nischnekamsk - FK Olimp-Dolgoprudny - FK Orenburg - Rotor Wolgograd - Tekstilschtschik Iwanowo - Tom Tomsk - Torpedo Moskau - Weles Moskau - Wolgar Astrachan |
| Perwenstwo PFL (62) | | | |
| - Amkar Perm - Anschi Machatschkala - Awangard Kursk - FK Biolog-Nowokubansk - Chimik Dserschinsk - Druschba Maikop - Dynamo Barnaul - Dynamo Brjansk - Dynamo Machatschkala - Dynamo Stawropol - FK Dynamo St. Petersburg - Dynamo Wladiwostok - FK Forte Taganrog - Irtysch Omsk - FK Jessentuki - Kairat Moskau | - FK Kaluga - FK Kolomna - Krasawa Odinzowo - Kuban-Holding Pawlowskaja - Kwant Obninsk - FK Lada Toljatti - Legion-Dynamo Machatschkala - FK Leningradez Prudy - Luki-Energija Welikije Luki - Maschuk-KMW Pjatigorsk - Metallurg Widnoje - FK Murom - FK Nowosibirsk - Nosta Nowotroizk - Pereswet Domodedowo - FK Rjasan | - Rodina Moskau - Sachalin Juschno-Sachalinsk - FK Saljut Belgorod - FK Saransk - Saturn Ramenskoje - Schinnik Jaroslawl - FK SKA Rostow - FK Smolensk - Snamja Noginsk - Snamja Truda Orechowo-Sujewo - PFK Sokol Saratow - Spartak Naltschik - Spartak Tuimasy - Strogino Moskau - FK Swesda Perm | - Swesda St. Petersburg - FK Tjumen - Torpedo Miass - Torpedo Wladimir - Tschaika Pestschanokopskoje - FK Tscheljabinsk - Tschernomorez Noworossijsk - Tschertanowo Moskau - FK Tschita - FK Tuapse - FK Twer - Wolga Uljanowsk - Wolna Kowernino - FK Zenit-Ischewsk - Zenit Pensa |
| Amateure (3) | | | |
| - Ilpar Iljinski | - Jadro St. Petersburg | - StawropolArgoSojus Iwanowskoje | |

## PFL-Pfad

### 1. Runde
Teilnehmer: Teilnehmer: 40 Vereine der drittklassigen Perwenstwo PFL und 2 Amateurvereine.
| Datum                           |                                    | Ergebnis          |                                   |
| ------------------------------- | ---------------------------------- | ----------------- | --------------------------------- |
| 00000000000Zone West/Zentrum    |                                    |                   |                                   |
| 14.07.2021                      | Jadro St. Petersburg (IV)          | 0:2               | Swesda St. Petersburg (III)       |
| 14.07.2021                      | FK Dynamo St. Petersburg (III)     | 2:2 (11:10 i. E.) | FK Tschita (III)                  |
| 14.07.2021                      | Snamja Truda Orechowo-Sujewo (III) | 1:1 (3:4 i. E.)   | Pereswet Domodedowo (III)         |
| 14.07.2021                      | Snamja Noginsk (III)               | 3:0               | FK Kolomna (III)                  |
| 14.07.2021                      | Sachalin Juschno-Sachalinsk (III)  | 0:2               | Dynamo Wladiwostok (III)          |
| 14.07.2021                      | Kwant Obninsk (III)                | 0:3               | Kairat Moskau (III)               |
| 14.07.2021                      | Chimik Dserschinsk (III)           | 0:0 (1:3 i. E.)   | Wolna Kowernino (III)             |
| 14.07.2021                      | FK Smolensk (III)                  | 0:0 (3:2 i. E.)   | Luki-Energija Welikije Luki (III) |
| 14.07.2021                      | FK Saransk (III)                   | 1:0               | Zenit Pensa (III)                 |
| 14.07.2021                      | Awangard Kursk (III)               | 6:0               | FK Saljut Belgorod (III)          |
| 14.07.2021                      | Torpedo Wladimir (III)             | 2:0               | FK Murom (III)                    |
| 14.07.2021                      | Krasawa Odinzowo (III)             | 3:0               | Metallurg Widnoje (III)           |
| 00000000000Zone Ural-Powolschje |                                    |                   |                                   |
| 14.07.2021                      | FK Lada Toljatti (III)             | 0:4               | Spartak Tuimasy (III)             |
| 14.07.2021                      | Nosta Nowotroizk (III)             | 1:3               | Torpedo Miass (III)               |
| 14.07.2021                      | Dynamo Barnaul (III)               | 1:1 (4:2 i. E.)   | FK Nowosibirsk (III)              |
| 14.07.2021                      | Amkar Perm (III)                   | 2:2 (2:3 i. E.)   | FK Tjumen (III)                   |
| 00000000000Zone Süd             |                                    |                   |                                   |
| 18.07.2021                      | Maschuk-KMW Pjatigorsk (III)       | 4:0               | FK Jessentuki (III)               |
| 18.07.2021                      | FK Biolog-Nowokubansk (III)        | 3:3 (4:3 i. E.)   | FK Tuapse (III)                   |
| 18.07.2021                      | StawropolArgoSojus Iwanowskoje (V) | 2:4               | Dynamo Stawropol (III)            |
| 18.07.2021                      | Spartak Naltschik (III)            | 3:2               | Dynamo Machatschkala (III)        |
| 18.07.2021                      | FK Forte Taganrog (III)            | 3:0               | Druschba Maikop (III)             |

### 2. Runde
Teilnehmer: Die 21 Sieger der ersten Runde, weitere 22 Vereine der Perwenstwo PFL und 1 weiterer Amateurverein.
| Datum                           |                                   | Ergebnis        |                                 |
| ------------------------------- | --------------------------------- | --------------- | ------------------------------- |
| 00000000000Zone Süd             |                                   |                 |                                 |
| 28.07.2021                      | Tschernomorez Noworossijsk (III)  | 00:3 1          | FK Biolog-Nowokubansk (III)     |
| 28.07.2021                      | Legion-Dynamo Machatschkala (III) | 0:0 (4:2 i. E.) | Spartak Naltschik (III)         |
| 28.07.2021                      | FK SKA Rostow (III)               | 0:0 (6:7 i. E.) | FK Forte Taganrog (III)         |
| 28.07.2021                      | Anschi Machatschkala (III)        | 0:0 (4:2 i. E.) | Maschuk-KMW Pjatigorsk (III)    |
| 28.07.2021                      | Dynamo Stawropol (III)            | 1:0             | Kuban-Holding Pawlowskaja (III) |
| 28.07.2021                      | Tschaika Pestschanokopskoje (III) | 2:0             | Awangard Kursk (III)            |
| 00000000000Zone West/Zentrum    |                                   |                 |                                 |
| 28.07.2021                      | Strogino Moskau (III)             | 0:3             | Krasawa Odinzowo (III)          |
| 28.07.2021                      | Swesda St. Petersburg (III)       | 1:0             | FK Twer (III)                   |
| 28.07.2021                      | Rodina Moskau (III)               | 2:3             | Torpedo Wladimir (III)          |
| 28.07.2021                      | Kairat Moskau (III)               | 1:0             | FK Kaluga (III)                 |
| 28.07.2021                      | FK Leningradez Prudy (III)        | 4:0             | FK Dynamo St. Petersburg (III)  |
| 28.07.2021                      | Wolna Kowernino (III)             | 0:0 (5:4 i. E.) | Schinnik Jaroslawl (III)        |
| 28.07.2021                      | Dynamo Wladiwostok (III)          | 2:1             | Tschertanowo Moskau (III)       |
| 28.07.2021                      | Dynamo Brjansk (III)              | 1:1 (7:6 i. E.) | FK Smolensk (III)               |
| 28.07.2021                      | Pereswet Domodedowo (III)         | 1:1 (4:3 i. E.) | FK Rjasan (III)                 |
| 28.07.2021                      | Saturn Ramenskoje (III)           | 0:2             | Snamja Noginsk (III)            |
| 00000000000Zone Ural-Powolschje |                                   |                 |                                 |
| 28.07.2021                      | Torpedo Miass (III)               | 2:0             | FK Tscheljabinsk (III)          |
| 28.07.2021                      | Spartak Tuimasy (III)             | 1:1 (2:4 i. E.) | Wolga Uljanowsk (III)           |
| 28.07.2021                      | Ilpar Iljinski (IV)               | 0:3             | FK Zenit-Ischewsk (III)         |
| 28.07.2021                      | PFK Sokol Saratow (III)           | 2:3             | FK Saransk (III)                |
| 28.07.2021                      | Irtysch Omsk (III)                | 1:2             | Dynamo Barnaul (III)            |
| 28.07.2021                      | FK Tjumen (III)                   | 0:0 (5:4 i. E.) | FK Swesda Perm (III)            |

### 3. Runde
Teilnehmer: Die 22 Sieger der zweiten Runde. Die Gewinner qualifizierten sich für die Gruppenphase.
| Datum                           |                                   | Ergebnis        |                                   |
| ------------------------------- | --------------------------------- | --------------- | --------------------------------- |
| 00000000000Zone West/Zentrum    |                                   |                 |                                   |
| 11.09.2021                      | Swesda St. Petersburg (III)       | 1:2             | FK Leningradez Prudy (III)        |
| 11.09.2021                      | Dynamo Wladiwostok (III)          | 0:1             | Kairat Moskau (III)               |
| 11.09.2021                      | Pereswet Domodedowo (III)         | 0:2             | Snamja Noginsk (III)              |
| 11.09.2021                      | Wolna Kowernino (III)             | 0:2             | Torpedo Wladimir (III)            |
| 11.09.2021                      | Krasawa Odinzowo (III)            | 1:2             | Dynamo Brjansk (III)              |
| 00000000000Zone Süd             |                                   |                 |                                   |
| 11.09.2021                      | FK Forte Taganrog (III)           | 1:1 (6:7 i. E.) | Tschaika Pestschanokopskoje (III) |
| 11.09.2021                      | Dynamo Stawropol (III)            | 3:1             | FK Biolog-Nowokubansk (III)       |
| 11.09.2021                      | Legion-Dynamo Machatschkala (III) | 2:0             | Anschi Machatschkala (III)        |
| 00000000000Zone Ural-Powolschje |                                   |                 |                                   |
| 11.09.2021                      | FK Zenit-Ischewsk (III)           | 2:1             | Torpedo Miass (III)               |
| 11.09.2021                      | Wolga Uljanowsk (III)             | 0:2             | FK Saransk (III)                  |
| 11.09.2021                      | Dynamo Barnaul (III)              | 2:2 (4:2 i. E.) | FK Tjumen (III)                   |

## FNL Pfad

### Play-offs
Teilnehmer: 14 Vereine der Perwenstwo FNL spielten eine separate Runde. Die Gewinner qualifizierten sich für die Gruppenphase. Zusätzlich erhielten 4 Vereine ein Freilos: Alanija Wladikawkas, Baltika Kaliningrad, FK Orenburg und Rotor Wolgograd.
| Datum      |                                   | Ergebnis        |                                  |
| ---------- | --------------------------------- | --------------- | -------------------------------- |
| 04.09.2021 | Metallurg Lipezk (II)             | 1:0             | Tekstilschtschik Iwanowo (II)    |
| 04.09.2021 | Weles Moskau (II)                 | 0:0 (9:8 i. E.) | Tom Tomsk (II)                   |
| 04.09.2021 | KAMAS Nabereschnyje Tschelny (II) | 1:0             | FK Neftechimik Nischnekamsk (II) |
| 04.09.2021 | FK Jenissei Krasnojarsk (II)      | 2:1             | Akron Toljatti (II)              |
| 04.09.2021 | Wolgar Astrachan (II)             | 1:1 (2:4 i. E.) | FK Kuban Krasnodar (II)          |
| 04.09.2021 | Torpedo Moskau (II)               | 0:0 (4:2 i. E.) | FK SKA-Chabarowsk (II)           |
| 04.09.2021 | Fakel Woronesch (II)              | 2:1             | FK Olimp-Dolgoprudny (II)        |

## Gruppenphase
Teilnehmer:

- Die 11 Sieger des PFL Pfads
- Die 11 Sieger des NFL Pfads
- Die 11 Erstligisten, die nicht im Europacup spielten

Punktesystem: Sieg = 3 Punkte – Sieg nach 11m-Schießen = 2 Punkte – Niederlage nach 11m-Schießen = 1 Punkt. – Bei Punktgleichheit von zwei Mannschaften zählt der direkte Vergleich, von drei Mannschaften das Torverhältnis. Die Gruppensieger qualifizierten sich für das Achtelfinale.

### Gruppe 1
| Pl. | Verein                     | Sp. | S | U+ | U− | N | Tore | Diff. | Punkte |
| --- | -------------------------- | --- | - | -- | -- | - | ---- | ----- | ------ |
| 1.  | FK Kuban Krasnodar (II)    | 2   | 1 | 0  | 0  | 1 | 3:1  | +2    | 3      |
| 2.  | FK Krasnodar (I)           | 2   | 1 | 0  | 0  | 1 | 2:3  | −1    | 3      |
| 3.  | FK Leningradez Prudy (III) | 2   | 1 | 0  | 0  | 1 | 1:2  | −1    | 3      |

| Datum      | Heim                 | Ergebnis | Gast               |
| ---------- | -------------------- | -------- | ------------------ |
| 25.08.2021 | FK Leningradez Prudy | 1:0      | FK Kuban Krasnodar |
| 22.09.2021 | FK Leningradez Prudy | 0:2      | FK Krasnodar       |
| 27.10.2021 | FK Kuban Krasnodar   | 3:0      | FK Krasnodar       |

### Gruppe 2
| Pl. | Verein                            | Sp. | S | U+ | U− | N | Tore | Diff. | Punkte |
| --- | --------------------------------- | --- | - | -- | -- | - | ---- | ----- | ------ |
| 1.  | KAMAS Nabereschnyje Tschelny (II) | 2   | 2 | 0  | 0  | 0 | 2:0  | +2    | 6      |
| 2.  | Ural Jekaterinburg (I)            | 2   | 1 | 0  | 0  | 1 | 2:1  | +1    | 3      |
| 3.  | Torpedo Wladimir (III)            | 2   | 0 | 0  | 0  | 2 | 0:3  | −3    | 0      |

| Datum      | Heim                         | Ergebnis | Gast                         |
| ---------- | ---------------------------- | -------- | ---------------------------- |
| 25.08.2021 | Torpedo Wladimir             | 0:1      | KAMAS Nabereschnyje Tschelny |
| 22.09.2021 | Torpedo Wladimir             | 0:2      | Ural Jekaterinburg           |
| 27.10.2021 | KAMAS Nabereschnyje Tschelny | 1:0      | Ural Jekaterinburg           |

### Gruppe 3
| Pl. | Verein               | Sp. | S | U+ | U− | N | Tore | Diff. | Punkte |
| --- | -------------------- | --- | - | -- | -- | - | ---- | ----- | ------ |
| 1.  | Arsenal Tula (I)     | 2   | 1 | 1  | 0  | 0 | 7:2  | +5    | 5      |
| 2.  | Weles Moskau (II)    | 2   | 1 | 0  | 1  | 0 | 4:1  | +3    | 4      |
| 3.  | Dynamo Brjansk (III) | 2   | 0 | 0  | 0  | 2 | 1:9  | −8    | 0      |

| Datum      | Heim           | Ergebnis | Gast         |
| ---------- | -------------- | -------- | ------------ |
| 25.08.2021 | Dynamo Brjansk | 0:3      | Weles Moskau |
| 22.09.2021 | Dynamo Brjansk | 1:6      | Arsenal Tula |
| 27.10.2021 | Weles Moskau   | 1:1(3:4) | Arsenal Tula |

### Gruppe 4
| Pl. | Verein                  | Sp. | S | U+ | U− | N | Tore | Diff. | Punkte |
| --- | ----------------------- | --- | - | -- | -- | - | ---- | ----- | ------ |
| 1.  | FK Nischni Nowgorod (I) | 2   | 2 | 0  | 0  | 0 | 2:0  | +2    | 6      |
| 2.  | Fakel Woronesch (III)   | 2   | 1 | 0  | 0  | 1 | 2:1  | +1    | 3      |
| 3.  | Dynamo Barnaul (II)     | 2   | 0 | 0  | 0  | 2 | 0:3  | −3    | 0      |

| Datum      | Heim            | Ergebnis | Gast                |
| ---------- | --------------- | -------- | ------------------- |
| 25.08.2021 | Dynamo Barnaul  | 0:2      | Fakel Woronesch     |
| 22.09.2021 | Dynamo Barnaul  | 0:1      | FK Nischni Nowgorod |
| 27.10.2021 | Fakel Woronesch | 0:1      | FK Nischni Nowgorod |

### Gruppe 5
| Pl. | Verein                            | Sp. | S | U+ | U− | N | Tore | Diff. | Punkte |
| --- | --------------------------------- | --- | - | -- | -- | - | ---- | ----- | ------ |
| 1.  | Tschaika Pestschanokopskoje (III) | 2   | 2 | 0  | 0  | 0 | 2:0  | +2    | 6      |
| 2.  | Torpedo Moskau (II)               | 2   | 1 | 0  | 0  | 1 | 2:1  | +1    | 3      |
| 3.  | FK Rostow (I)                     | 2   | 0 | 0  | 0  | 2 | 0:1  | −1    | 0      |

| Datum      | Heim                        | Ergebnis | Gast           |
| ---------- | --------------------------- | -------- | -------------- |
| 25.08.2021 | Tschaika Pestschanokopskoje | 1:0      | Torpedo Moskau |
| 22.09.2021 | Tschaika Pestschanokopskoje | 1:0      | FK Rostow      |
| 27.10.2021 | Torpedo Moskau              | 2:0      | FK Rostow      |

### Gruppe 6
| Pl. | Verein                            | Sp. | S | U+ | U− | N | Tore | Diff. | Punkte |
| --- | --------------------------------- | --- | - | -- | -- | - | ---- | ----- | ------ |
| 1.  | Alanija Wladikawkas (II)          | 2   | 2 | 0  | 0  | 0 | 5:2  | +3    | 6      |
| 2.  | FK Ufa (I)                        | 2   | 0 | 1  | 0  | 1 | 1:3  | −2    | 2      |
| 3.  | Legion-Dynamo Machatschkala (III) | 2   | 0 | 0  | 1  | 1 | 3:4  | −1    | 1      |

| Datum      | Heim                        | Ergebnis  | Gast                |
| ---------- | --------------------------- | --------- | ------------------- |
| 25.08.2021 | Legion-Dynamo Machatschkala | 2:3       | Alanija Wladikawkas |
| 22.09.2021 | Legion-Dynamo Machatschkala | 1:1 (0:2) | FK Ufa              |
| 27.10.2021 | Alanija Wladikawkas         | 2:0       | FK Ufa              |

### Gruppe 7
| Pl. | Verein               | Sp. | S | U+ | U− | N | Tore | Diff. | Punkte |
| --- | -------------------- | --- | - | -- | -- | - | ---- | ----- | ------ |
| 1.  | Rotor Wolgograd (II) | 2   | 1 | 1  | 0  | 0 | 4:1  | +3    | 5      |
| 2.  | Achmat Grosny (I)    | 2   | 1 | 0  | 1  | 0 | 4:1  | +3    | 4      |
| 3.  | Kairat Moskau (III)  | 2   | 0 | 0  | 0  | 2 | 0:6  | −6    | 0      |

| Datum      | Heim            | Ergebnis  | Gast            |
| ---------- | --------------- | --------- | --------------- |
| 25.08.2021 | Kairat Moskau   | 0:3       | Rotor Wolgograd |
| 22.09.2021 | Kairat Moskau   | 0:3       | Achmat Grosny   |
| 27.10.2021 | Rotor Wolgograd | 1:1 (4:2) | Achmat Grosny   |

### Gruppe 8
| Pl. | Verein                   | Sp. | S | U+ | U− | N | Tore | Diff. | Punkte |
| --- | ------------------------ | --- | - | -- | -- | - | ---- | ----- | ------ |
| 1.  | Baltika Kaliningrad (II) | 2   | 1 | 0  | 1  | 0 | 2:1  | +1    | 4      |
| 2.  | FK Chimki (I)            | 2   | 0 | 1  | 1  | 0 | 1:1  | ±0    | 3      |
| 3.  | FK Saransk (III)         | 2   | 0 | 1  | 0  | 1 | 2:3  | −1    | 2      |

| Datum      | Heim                | Ergebnis  | Gast                |
| ---------- | ------------------- | --------- | ------------------- |
| 25.08.2021 | FK Saransk          | 1:2       | Baltika Kaliningrad |
| 22.09.2021 | FK Saransk          | 1:1 (7:6) | FK Chimki           |
| 27.10.2021 | Baltika Kaliningrad | 0:0 (4:5) | FK Chimki           |

### Gruppe 9
| Pl. | Verein                       | Sp. | S | U+ | U− | N | Tore  | Diff. | Punkte |
| --- | ---------------------------- | --- | - | -- | -- | - | ----- | ----- | ------ |
| 1.  | FK Jenissei Krasnojarsk (II) | 2   | 2 | 0  | 0  | 0 | 5:0   | +3    | 6      |
| 2.  | Krylja Sowetow Samara (I)    | 2   | 1 | 0  | 0  | 1 | 10:10 | +9    | 3      |
| 3.  | Snamja Noginsk (III)         | 2   | 0 | 0  | 0  | 2 | 00:14 | −14   | 0      |

| Datum      | Heim                    | Ergebnis | Gast                    |
| ---------- | ----------------------- | -------- | ----------------------- |
| 25.08.2021 | Snamja Noginsk          | 0:4      | FK Jenissei Krasnojarsk |
| 22.09.2021 | Snamja Noginsk          | 00:10    | Krylja Sowetow Samara   |
| 27.10.2021 | FK Jenissei Krasnojarsk | 1:0      | Krylja Sowetow Samara   |

### Gruppe 10
| Pl. | Verein                  | Sp. | S | U+ | U− | N | Tore | Diff. | Punkte |
| --- | ----------------------- | --- | - | -- | -- | - | ---- | ----- | ------ |
| 1.  | ZSKA Moskau (I)         | 2   | 2 | 0  | 0  | 0 | 6:0  | +6    | 6      |
| 2.  | Metallurg Lipezk (II)   | 2   | 1 | 0  | 0  | 1 | 2:3  | −1    | 3      |
| 3.  | FK Zenit-Ischewsk (III) | 2   | 0 | 0  | 0  | 2 | 1:6  | −5    | 0      |

| Datum      | Heim              | Ergebnis | Gast             |
| ---------- | ----------------- | -------- | ---------------- |
| 25.08.2021 | FK Zenit-Ischewsk | 1:2      | Metallurg Lipezk |
| 22.09.2021 | FK Zenit-Ischewsk | 0:4      | ZSKA Moskau      |
| 27.10.2021 | Metallurg Lipezk  | 0:2      | ZSKA Moskau      |

### Gruppe 11
| Pl. | Verein                 | Sp. | S | U+ | U− | N | Tore | Diff. | Punkte |
| --- | ---------------------- | --- | - | -- | -- | - | ---- | ----- | ------ |
| 1.  | Dynamo Moskau (I)      | 2   | 2 | 0  | 0  | 0 | 9:0  | +9    | 6      |
| 2.  | FK Orenburg (II)       | 2   | 1 | 0  | 0  | 1 | 3:4  | −1    | 3      |
| 3.  | Dynamo Stawropol (III) | 2   | 0 | 0  | 0  | 2 | 1:9  | −8    | 0      |

| Datum      | Heim             | Ergebnis | Gast          |
| ---------- | ---------------- | -------- | ------------- |
| 25.08.2021 | Dynamo Stawropol | 1:3      | FK Orenburg   |
| 22.09.2021 | Dynamo Stawropol | 0:6      | Dynamo Moskau |
| 27.10.2021 | FK Orenburg      | 0:3      | Dynamo Moskau |

## Achtelfinale
Teilnehmer: Die 11 Gruppensieger und die 5 Teams, die sich in der Saison 2020/21 für den Europapokal qualifizierten.
| Datum      |                          | Ergebnis |                                   |
| ---------- | ------------------------ | -------- | --------------------------------- |
| 01.03.2022 | Dynamo Moskau (I)        | 3:0      | FK Neftechimik Nischnekamsk (II)  |
| 02.03.2022 | Alanija Wladikawkas (II) | 1:0      | Arsenal Tula (I)                  |
| 02.03.2022 | FK Sotschi (I)           | 1:2      | ZSKA Moskau (I)                   |
| 02.03.2022 | Spartak Moskau (I)       | 6:1      | FK Kuban Krasnodar (II)           |
| 03.03.2022 | Lokomotive Moskau (I)    | 0:4      | FK Jenissei Krasnojarsk (II)      |
| 03.03.2022 | Rubin Kasan (I)          | 2:1      | Rotor Wolgograd (II)              |
| 03.03.2022 | Baltika Kaliningrad (II) | 3:0      | Tschaika Pestschanokopskoje (III) |
| 03.03.2022 | Zenit St. Petersburg (I) | 6:0      | KAMAS Nabereschnyje Tschelny (II) |

## Viertelfinale
| Datum      |                              | Ergebnis              |                          |
| ---------- | ---------------------------- | --------------------- | ------------------------ |
| 19.04.2022 | Baltika Kaliningrad (II)     | 1:1 n. V. (4:5 i. E.) | Dynamo Moskau (I)        |
| 20.04.2022 | FK Jenissei Krasnojarsk (II) | 3:1                   | Rubin Kasan (I)          |
| 20.04.2022 | ZSKA Moskau (I)              | 0:1                   | Spartak Moskau (I)       |
| 20.04.2022 | Alanija Wladikawkas (II)     | 2:2 n. V. (6:5 i. E.) | Zenit St. Petersburg (I) |

## Halbfinale
| Datum      |                    | Ergebnis |                              |
| ---------- | ------------------ | -------- | ---------------------------- |
| 10.05.2022 | Dynamo Moskau (I)  | 3:0      | Alanija Wladikawkas (II)     |
| 11.05.2022 | Spartak Moskau (I) | 3:0      | FK Jenissei Krasnojarsk (II) |

## Finale
| Paarung        | Spartak Moskau – Dynamo Moskau |
| Ergebnis       | 2:1 (1:0) |
| Datum          | 29. Mai 2022 |
| Stadion        | Olympiastadion Luschniki, Moskau |
| Zuschauer      | 69.306 |
| Schiedsrichter | Kirill Lewnikow |
| Tore           | 1:0 Alexander Sobolew (10.) 1:1 Arsen Sacharjan (55.) 2:1 Quincy Promes (72.) |
| Spartak Moskau | Alexander Maximenko – Ruslan Litwinow, Samuel Gigot, Georgi Dschikija (66. Maximiliano Caufriez) – Daniil Chlussewitsch, Christopher Martins, Danil Pruzew, Victor Moses – Michail Ignatow (66. Shamar Nicholson), Alexander Sobolew (82. Roman Sobnin), Quincy Promes (90. Nail Umjarow). Cheftrainer: Paolo Vanoli ( Italien)                         |
| Dynamo Moskau  | Igor Alexejewitsch Leschtschuk – Sergei Parschiwljuk (77. Daniil Lessowoi), Fabián Balbuena, Roman Jewgenjew, Guillermo Varela (88. Denis Makarow) – Arsen Sacharjan, Sebastian Szymański, Daniil Fomin, Dmitri Skopinzew (88. Nikola Moro) – Fjodor Smolow (77. Wjatscheslaw Gruljow), Konstantin Tjukawin. Cheftrainer: Sandro Schwarz ( Deutschland) |
| Gelbe Karten   | Alexander Sobolew, Daniil Chlussewitsch, Samuel Gigot – keine |